# Liste der Kulturdenkmäler in Haimbach (Fulda)
Die folgende Liste enthält die in der Denkmaltopographie ausgewiesenen Kulturdenkmäler auf dem Gebiet des Ortsteils Haimbach der  Stadt Fulda, Landkreis Fulda, Hessen.
Hinweis: Die Reihenfolge der Denkmäler in dieser Liste orientiert sich an der Anschrift, alternativ ist sie auch nach der Bezeichnung oder der Bauzeit sortierbar.
Kulturdenkmäler werden fortlaufend im Denkmalverzeichnis des Landes Hessen durch das Landesamt für Denkmalpflege Hessen auf Basis des Hessischen Denkmalschutzgesetzes (HDSchG) geführt. Die Schutzwürdigkeit eines Kulturdenkmals hängt nicht von der Eintragung in das Denkmalverzeichnis des Landes Hessen oder der Veröffentlichung in der Denkmaltopographie ab.

## Haimbach
| Bild            | Bezeichnung                        | Lage                                                | Beschreibung | Bauzeit                        | Objekt-Nr. |
| --------------- | ---------------------------------- | --------------------------------------------------- | ------------ | ------------------------------ | ---------- |
| Bild gesucht BW | Gesamtanlage alter Wehrkirchhof    | Lage                                                |              |                                |            |
| Bild gesucht BW | Maria Immaculata                   | Die Lange Wiese LageFlur: 7, Flurstück: 14/151      |              | 1893                           |            |
| Bild gesucht BW | Hl. Joseph                         | Fuchstraße/Merkurstraße LageFlur: 2, Flurstück: 228 |              | um 1900                        |            |
| weitere Bilder  | Katholische Pfarrkirche St. Markus | Saturnstraße 5 LageFlur: 4, Flurstück: 18/1, 19     |              | 12. Jahrhundert                |            |
| Bild gesucht BW | Pfarrhaus                          | Saturnstraße 9 LageFlur: 4, Flurstück: 23           |              | 1. Hälfte des 19. Jahrhunderts |            |
| Bild gesucht BW | Gutshof                            | Saturnstraße 14 LageFlur: 4, Flurstück: 34/1        |              | 18. Jahrhundert                |            |
| Bild gesucht BW | Hochkreuz                          | Wegastraße LageFlur: 2, Flurstück: 3/97             |              | 1877                           |            |
| Bild gesucht BW | Hochkreuz                          | Wegastraße 8 LageFlur: 1, Flurstück: 20/23          |              | 1868                           |            |
| Bild gesucht BW | Bildstock                          | K 106 LageFlur: 6, Flurstück: 36/1                  |              | 1852                           |            |